# دو نیمه سیب
دو نیمه سیب فیلمی به کارگردانی و نویسندگی کیانوش عیاری محصول سال ۱۳۷۰ است. 

## خلاصه داستان
سایه و فرح كه شباهت زیادی به هم دارند به طور اتفاقی با هم برخورد می‌كنند. آن دو در پی گفت‌وگو با هم پی به رابطۀ خانواده‌شان برده، متوجه می‌شوند كه دوقلو هستند و به دنبال جدایی پدر و مادرشان در سال‌های قبل، سرپرستی سایه به پدرش واگذار شده و فرح نیز پس از مرگ مادرش به جد مادریش سپرده می‌شود. فرح و سایه پس از آگاهی از وضعیت همدیگر تصمیم به جابه‌جایی می‌گیرند. ولی سرانجام راز آنها فاش شده و اختلاف دیرینۀ بین خانواده‌‌ها از بین می‌رود.

## بازیگران
- لیلا مصدقی
- مریم مصدقی
- گرشا رئوفی
- مهین شهابی
- داریوش اسدزاده
- عباس جهانبخش
- فیروز
- روح‌انگیز مهتدی
- مرجانه دلدارگلچین
- گیتی فروهر
- یحیی خاوری
- موسوی
- مهین بوجار
- فریبا حسینی
- حسن رضایی
- ایرج سرباز
- نسرین مقانلو
- علی ترابی
- کریم نشاط
- ابوالمعصومی
- گوهر کمالی نژاد
- حبیب‌اله ثامنیه
- بهمن پسندی
- کوروش نیوندی
- ریحانه اخلاقی
- شهلا بهروان
- مرجانه یزدی
- سهیلا ترک
- هما ترک
- مهسا مقدم
- محمود مقدم
- مجید رحمانیان
- احمد نمازی
- سیروس رهنما
- علی حق فروش
- حمید دشتی
- محمد میرزاپور
- رمضان ولدی
- محمد سلیمانی
- رضا چایچی
- وحید رستگار
- رحیم خارابی
- رحمان مقدم
- احمد حقیقی
- رضا قنبری شاد
- علی اکبر دخیلی
- پرویز بیگدلی
- سولماز قبادی
- ساناز قبادی